# 方山定林寺
31°54′18″N 118°52′02″E / 31.904956°N 118.867239°E
方山定林寺为位于中国江苏省南京市江宁区方山（又名天印山）北麓的一座佛寺，历史可追溯至南朝宋时在钟山南麓建立的钟山定林寺下寺（即下定林寺）。南宋乾道年间，下定林寺因灾而毁，僧人善鉴将下定林寺匾额移到钟山正南方的方山北麓重新建寺，与原钟山定林寺址遥遥相对。此后方山定林寺历经兴废，现仅存砖塔一座，其它建筑则均为2004年后所复建。
方山定林寺塔建于南宋乾道九年（1173年），为七级八面的仿木结构楼阁式塔，专供佛像，不能登临，塔高14.5米，底层直径3.45米，内部自三层起由方外八角形变为圆筒形，底层中央为石雕须弥座，南面设门，其他三面设佛龛。由于塔直接建于火山岩上，常年水冲刷造成基岩南高北低，塔身向北倾斜，日久而成斜塔，原最大倾斜度达7度59分，超过意大利比萨斜塔，2003年修缮纠正后的斜度仍达5度35分。

## 图集
- 景区北大门
- 山门
- 天王殿
- 大雄宝殿